# Lima
Lima je glavni i najveći grad Perua, prometna, kulturna i gospodarska prijestolnica zemlje. Nalazi se u dolini rijeka Chillón, Rímac i Lurín, iznad puste pacifičke obale u središtu Perua. Sa susjednim lučkim gradom Callao tvori jedinstvenu metropolitansku cjelinu (Lima Metropolitana) koja ima oko 9 200 000 stanovnika (približno jedna trećina ukupnog broja stanovnika Perua), što ga čini petim gradom po veličini u Latinskoj Americi.
Osnovao ga je konkvistador Francisco Pizarro 1535. godine kao Ciudad de los Reyes (Grad kraljeva) koji je postao glavnim i najvažnijim gradom španjolskog Potkraljevstva Perua (1542. – 1824.). Iako je više puta oštećen potresima, sačuvane su mnoge značajne kolonijalne građevine poput Samostana sv. Franje (najveći samostan Novog svijeta), koje su bile djelo suradnje lokalnih obrtnika s europskima. Zbog toga je Kompleks samostana sv. Franje upisan na UNESCO-ov popis mjesta svjetske baštine u Amerikama 1988. godine, što je prošireno no cijelo Povijesno središte Lime 1991. god.
Velegrad Lima je također i jedno od najvećih financijskih središta Latinske Amerike, sjedište nadbiskupije i dom jednom od najstarijih sveučilišta u Novom svijetu, Državno sveučilište sv. Marka (Universidad Nacional Mayor de San Marcos), osnovanog 1551. god.

## Povijest
Limu je osnivao konkvistador Francisco Pizarro 18. siječnja 1535. godine kao Ciudad de los Reyes (Grad kraljeva). Današnje ime grada, koje je postalo službeno u 17. st., potječe od Quechua naziva za rijeku Rimac, Lima što na kečuanskom znali "Govornik". Grad je uskoro postao glavnim i najvažnijim gradom španjolskog Potkraljevstva Perua (1542. – 1824.) i mjesto odakle se širila španjolska vlast i kršćanstvo. Obližnja luka Callao je bila prvom postajom na prekoocenskom prijevozu dobara i blaga iz Južne Amerike za Španjolsku, do osnutka Argentine. Sveučilište je osnovano 1551., a prvu tiskaru otvorio je Antonio Ricardo iz Torina 1584. godine.
God. 1821., po neovisnosti Perua, Lima je postala glavnim gradom države. Tijekom rata Čilea, Bolivije i Perua od 1879. – 83., čileanska vojska je okupirala grad tijekom čega je poginulo oko 175.000 stanovnika. Na trgu sv. Martina je 28. srpnja 1921. godine proslavljena stogodišnjica neovisnosti Perua postavljanjem skulpture osloboditelja, generala Mariana Beulliurea.
Početkom 20. stoljeća Lima je imala oko 140.000 stanovnika, a do 1960-ih je prešla brojku od milijun stanovnika, uglavnom jer je privlačila stanovnike iz cijele regije. Danas su glavni problemi grada prenapučenost i zagađenost, koji se pokušavaju riješiti izgradnjom podzemne željeznice koja do sada ima liniju dugu 10 km, a taksiji smiju voziti samo na prirodni plin od 2006. god.
Dana 29. prosinca 2001. godine dogodio se strašan požar u povijesnom središtu Lime, nastao tijekom demonstracije vatrometa u jednoj prodavaonici, u kojemu je poginulo skoro 300 ljudi i koji je uništio mnoge povijesne građevine.

## Znamenitosti
Katedrala i obližnji Samostan sv. Franje, se smatraju najuspelijim arhitektonskim kompleksom u Latinskoj Americi. Katedrala u Limi je sagrađena od 1535. do 1625., a 1746. godine je djelomično obnovljena nakon potresa. U njoj se nalazi grobnica osnivača Lime, Francisca Pizarra.
Samostan sv. Fanje (Convento de San Francisco) ima vrijednu kolekciju slika i tisuće knjiga koji se mogu obići uz organizirani posjet. Ispod nje se nalaze kripte u kojima je do 1808. godine pokopano oko 25.000 stanovnika Lime.
Turistička atrakcija je i glavni gradski „Trg od oružja“ (Plaza de Armas), na kojemu se nalaze gradska vijećnica, predsjednička palača (1938.) i crkve iz 16. i 17. stoljeća, Merced i San Pedro.
Sjaj života bogatih iz doba Potkraljevine Peru dočaravaju stare palače u gradu: Aliaga, Gojoneche i Tore Tagle.
Na ušću rijeke Rimac se nalaze ostaci velikog svetilišta kulture Pachacamac. Svetilište je posvećeno istoimenoj božici. Hram Pukllana u četvrti Miraflores, potječe iz 400. godine, i bio je važno upravno središte kulture Lima.
- Predsjednička palača noću
- Catedral de Lima
- Dvorište palače Torre Tagle
- Plaza San Martin
- Universidad Mayor de San Marcos

## Događanja
Svetkovina kojom se slavi zaštitnica Lime, sveta Roza Limska (1586. – 1617.), održava se svakog 30. kolovoza u obliku procesije, jedne od najvećih na svijetu, u kojoj se slika "Gospodin od Nazarećanskih čuda" (Señor de los Milagros de Nazarenas, koju je naslikao crni rob u 17. stoljeću) nosi kroz ulice Lime.

## Uprava
Administrativno područje grada se poklapa s područjem pokrajine Lima koja je podijeljena u 43 okruga (distritos). Od toga, 30 ih se nalazi u središnjoj gradskoj jezgri (općini Lima): Ate (Vitarte), Barranco, Brena, Cercado de Lima, Chorillos, Comas, El Agustino, Independencia, Jesús María, La Molina, La Victoria, Lince, Los Olivos, Magdalena del Mar, Lima, Pueblo Libre (Magdalena Vieja), Puente Piedra, Rimac, San Borja, San Isidro, San Juan de Lurigancho, San Juan de Miraflores, San Luis, San Martin de Porres, San Miguel, Santa Anita, Santiago de Surco, Surquillo, Villa El Salvador i Villa Maria del Triunfo.
13 okruga Lime se nalaze izvan gradske jezgre, u predgrađima i ruralnim područjima: Ancón, Carabayllo, Chaclacayo, Cieneguilla, Lurigancho (Chosica), Lurin, Pachacámac, Pucusana, Punta Hermosa, Punta Negra, San Bartolo, Santa Maria del Mar i Santa Rosa.

## Rođeni u Limi
| - Martín de Porres (1579. – 1639.), peruanski svetac i prvi sveti crnac, kanoniziran 1962. - Sveta Roza Limska (1586. – 1617.), peruanska svetica kanonizirana 1671. - Javier Pérez de Cuéllar (1920.-), peruanski političar i diplomat - Fernando Fernán Gómez (1921. – 2007.), španjolski glumac i redatelj - Alberto Fujimori (1938.-), bivši predsjednik Perua - Isabel Allende (1942.-), Čileanska spisateljica | - Alan García, bivši predsjednik Perua (1985. – 90., i 2006. – 11.) - Jefferson Farfán (1984.-), nogometaš. - Luis Horna (1980.-), tenisač - Reimond Manco (1990.-), nogometaš - Claudio Pizarro (1978.-), nogometaš - José Paolo Guerrero (1984.-, nogometaš |

## Gradovi prijatelji
Lima ima ugovore o prijateljstvu sa sljedećim gradovima:
| - Asunción, Paragvaj - Austin, Teksas, SAD (zbratimljena 1981.) - Bogotá, Kolumbija - Bordeaux, Francuska (zbratimljena 1957.) - Buenos Aires, Argentina (zbratimljena 1983.) - Caracas, Venezuela - Cleveland, SAD - Ciudad de Mexico, Meksiko - Guadalajara, Meksiko - Guatemala, Gvatemala - Havana, Kuba | - La Paz, Bolivija - Lisabon, Portugal - Madrid, Španjolska - Managua, Nikaragva - Manila, Filipini - Miami, SAD - Montevideo, Urugvaj - Panamá, Panama - Peking, Kina (zbratimljena 1983.) - Pescara, Italija - Quito, Ekvador | - Rio de Janeiro, Brazil - San José, Kostarika - San Juan, Portoriko - San Salvador, Salvador - Santo Domingo, Dominikanska Republika - São Paulo, Brazil (zbratimljena 2002.) - Seoul, Južna Koreja - Stamford, Connecticut, SAD - Tegucigalpa, Honduras - Toluca, Meksiko |

## Vanjske poveznice
- Lima na World Monuments Watch (engl.)
- UNESCO joins United Nations effort in response to Peruvian earthquake (engl.)